# EX-300
La EX-300 es una carretera de titularidad de la Junta de Extremadura. Su categoría es local. La denominación oficial es EX-300, de Badajoz a Almendralejo.
La carretera tiene una plataforma de 10 metros, con dos carriles de 3,50 metros y dos arcenes de 1,50 metros.

## Historia de la carretera
Es la antigua carretera comarcal C-422, cuya nomenclatura cambió a EX-300 al redefinirse la Red de Carreteras de Extremadura en 1997.

## Inicio
Tiene su origen en la intersección con la Autovía del Suroeste (A-5), cerca de la localidad de Talavera la Real. Aunque el inicio de la carretera es Badajoz, en los 24.410 primeros metros tiene un trazado común con un antiguo tramo de la carretera nacional N-V.

## Final
El final está en la intersección con la carretera autonómica local EX-359, en la localidad de Almendralejo.

## Trazado, localidades y carreteras enlazadas
La longitud real de la carretera, en su recorrido principal es de 30.940 m, de los que la totalidad discurren en la provincia de Badajoz. Además tiene 2100 m en el tramo antiguo por la localidad de Solana de los Barros, al pasar la nueva variante que se construyó a ser parte del recorrido principal.
A raíz de la construcción de la circunvalación oeste de Almendralejo, el tramo final desde esta circunvalación hasta la carretera nacional N-630, en total 3.490 m, ha sido transferido al ayuntamiento de la localidad.
Su desarrollo es el siguiente:
| Punto kilométrico | Hito                                           | carretera |
| ----------------- | ---------------------------------------------- | --------- |
| 24+510            | Inicio:(Talavera la Real)                      | A-5       |
| 44+450            | Acceso oeste a Solana de los Barros            |           |
| 45+130 - 45+730   | Travesía de Solana de los Barros               |           |
| 45+220            | Acceso centro a Solana de los Barros           |           |
| 45+570 - 45+710   | Puente sobre río Guadajira                     |           |
| 45+980            | Acceso este a Solana de los Barros             |           |
| 46+300            | Intersección (Aceuchal - Arroyo de San Serván) | BA-001    |
| 55+450            | Fin: Intersección en Almendralejo              | EX-359    |

El tramo por la localidad de Solana de los Barros:
| Punto kilométrico | Hito                                         | Carretera     |
| ----------------- | -------------------------------------------- | ------------- |
| 0+000             | Inicio: Intersección                         | EX-300        |
| 0+610 - 2+100     | Travesía de Solana de los Barros             |               |
| 1+110             | Intersección (Corte de Peleas) (Santa Marta) | BA-054 BA-127 |
| 1+680 - 1+720     | Puente sobre río Guadajira                   |               |
| 2+100             | Fin: Intersección                            | EX-300        |

## Tránsito
Los datos sobre Intensidades Medias Diarias en el año 2006 son los siguientes:
| Punto kilométrico | IMD   | Ligeros | Pesados | % Pesados |
| ----------------- | ----- | ------- | ------- | --------- |
| 42+000            | 2.916 | 2.572   | 344     | 11,8      |
| 47+000            | 4.010 | 3.465   | 544     | 13,6      |

## Evolución futura de la carretera
La carretera está incluida en el próximo Plan de Infraestructuras de la Junta de Extremadura, siendo convertida en la Autovía autonómica EX-A5.